# ويل هيوز
وليام جيمس «ويل» هيوز (مواليد 17 أبريل 1995) هو لاعب كرة قدم إنجليزي يلعب كلاعب خط وسط لديربي كاونتي.

## سيرة اللاعب
ديربي كاونتي
شارك هيوز لأول مرة مع ديربي كبديل في الدقيقة 90 عن جيمي وارد.
في فبراير 2012، ورد أن هيوز اجتذب اهتمام كل من مانشستر سيتي ومانشستر يونايتد بسبب قدراته ليكون لاعب من الطراز العالمي.
وسجل هيوز أول هدف له مع النادي في مباراة الفوز 5-1 ضد واتفورد في 1 سبتمبر 2012.
وقع هيوز على عقد جديد في أكتوبر 2012، يضمن مستقبله في النادي حتى صيف عام 2015.
وسجل هيوز الهدف الثاني له مع النادي في هزيمة 2-1 على ميلوال يوم 10 نوفمبر، وسجل هدف التعادل من 20 ياردة.
في نوفمبر 2012، ارتبط هيوز مع تحركات لارسنال، ليفربول ومانشستر سيتي.
حصل هيوز على جائزة أفضل لاعب لاعب شاب لشهر نوفمبر 2012، بعد سلسلة من العروض الرائعة.
عشية فترة الانتقالات الشتوية من يناير 2013، أفيد في التيلغراف أن هيوز كان مراقب عن كثب من 10 أندية في الدوري الممتاز ومنهم مدرب فولهام مارتن يول قائلا عن هيوز «، صدقوني، ربما يكون هناك 10 أندية في الدوري الممتاز تراقب الاعب. وهو واحد من هذه المواهب الرائعة، لذلك فهو دائما على القوائم. إذا كان لديك نظام كشفي جيد، وقال انه سوف يكون دائما على القائمة ولكن سوف نرى.»

## روابط خارجية
- ويل هيوز على موقع الاتحاد الأوربي (الإنجليزية)
- ويل هيوز على موقع قاعدة بيانات كرة القدم.إي يو (الإنجليزية)
- ويل هيوز على موقع Soccerbase.com (لاعب) (الإنجليزية)
- ويل هيوز على موقع Soccerway.com (الإنجليزية)
- ويل هيوز على موقع عالم كرة القدم.نت (الإنجليزية)